# 보스니아 헤르체고비나 총리

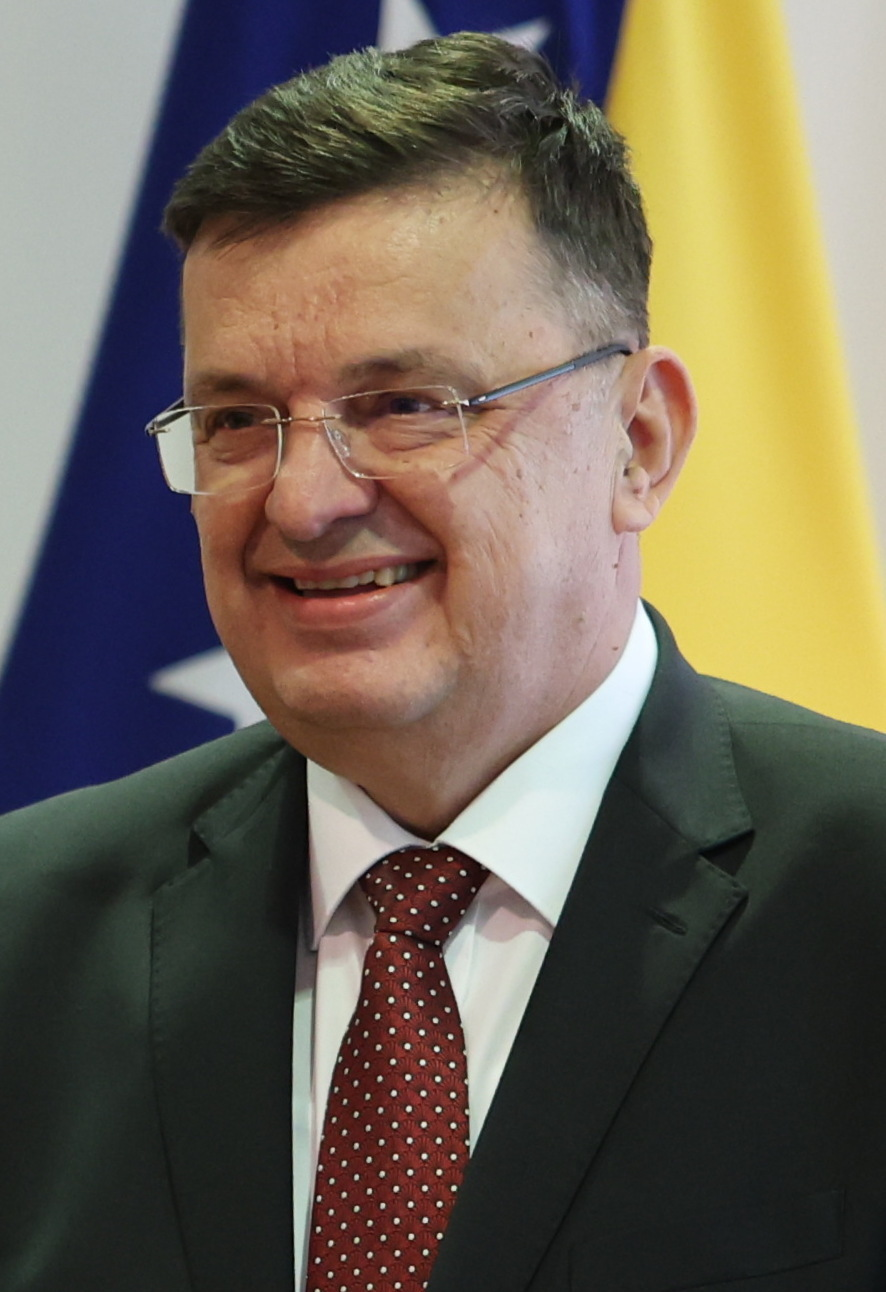
조란 테겔 티야, 보스니아 헤르체고비나 전 총리

보스니아 헤르체고비나의 총리는 보스니아 헤르체고비나 정부의 대표이다. 총리는 보스니아 헤르체고비나의 대통령이 지명하고 보스니아 헤르체고비나의 하원에 의해 임명된다. 정부의 수장으로서 장관 임명에 대한 권한은 없으며 주로 역할은 조정자이다. 차관은 각 부서의 장관과 동일한 민족이 될 수 없다.

## 같이 보기
- 보스니아 헤르체고비나의 대통령